# Paolo Benanti
Paolo Benanti (Roma, 20 luglio 1973) è un presbitero e teologo italiano del Terzo ordine regolare di San Francesco. Insegna alla Pontificia Università Gregoriana e presso l’Università di Seattle ed è stato consigliere di papa Francesco sui temi dell'intelligenza artificiale e dell'etica della tecnologia. È l'unico italiano membro del Comitato sull'intelligenza artificiale delle Nazioni Unite.

## Biografia

### Primi passi
Nato a Roma il 20 luglio 1973 da Andreina Albani (insegnante) e Angelo (ingegnere), nel 1986 la famiglia si trasferisce a Frascati. Dopo aver maturato la vocazione, nel 1999 lascia gli studi universitari di ingegneria meccanica ed entra nel Terzo ordine regolare di San Francesco presso il convento di Massa Martana, dove trascorre l'anno di prova e il noviziato. Il 16 settembre 2001 veste il saio francescano ed emette la professione semplice mentre il 6 ottobre 2007 la professione solenne. È stato ordinato sacerdote il 23 maggio 2009. Ha servito come primo Consigliere Generale dell’Ordine e Procuratore Generale per il sessennio 2013-2019. Nei suoi studi per il baccalaureato in Teologia presso l'Istituto Teologico di Assisi (2001-2006) ha avuto come professore il moralista Giovanni Cappelli.
Nel 2008 consegue la licenza presso la Pontificia Università Gregoriana e nel 2012 il dottorato in teologia morale. La dissertazione di dottorato dal titolo The Cyborg. Corpo e corporeità nell'epoca del postumano, vince il Premio Bellarmino - Vedovato quale migliore dissertazione dottorale in etica pubblica e sociale del 2012.
A Washington, per due anni consecutivi, 2013-2014, frequenta presso il Joseph P. and Rose F. Kennedy Institute of Ethics della Georgetown University, The Intensive Bioethics Course.

### Attività
Dal 2008 è impegnato come docente presso la Pontificia Università Gregoriana; l’Istituto Teologico di Assisi e il Pontificio Collegio Leoniano ad Anagni. Oltre ai corsi istituzionali di morale sessuale e bioetica si occupa di neuroetica, etica delle tecnologie, intelligenza artificiale e postumano. A partire dal 2015 cerca di applicare e sviluppare un framework etico per le intelligenze artificiali sviluppando i concetti di algoretica e algocrazia. A partire dal 2020 in collaborazione con Sebastiano Maffettone, filosofo politico, approfondisce la dimensione vitale, relazionale, sociale e comunicativa, lavorativa ed economica, vista come frutto di un’interazione, dai complessi risvolti etici, tra le risorse offerte dalla realtà virtuale e interattiva e l’esistenza sociale e individuale. Questo percorso porta al riconoscimento della creazione di una realtà ibrida, tra utopia e distopia, che prende il nome di paraferno. Questi concetti vengono approfonditi mediante una serie di editoriali a firma congiunta tra i due autori pubblicati dal Corriere della Sera.
Il 1º dicembre 2017 viene incluso nella Task Force Intelligenza Artificiale per coadiuvare l'Agenzia per l'Italia digitale nell'elaborare un primo rapporto sintetico per individuare le possibili raccomandazioni che il Governo italiano, e in generale la pubblica amministrazione, potranno adottare nei prossimi anni per sfruttare al meglio gli strumenti e le opportunità messe a disposizione dall'evoluzione dell'intelligenza artificiale. Il lavora sfocia nel libro bianco L'Intelligenza Artificiale al servizio del cittadino: sfide e opportunità e nella presentazione dello stesso in un evento realizzato con Meet The Media Guru a Roma l'11 aprile 2018.
Il 28 giugno 2018 mons. Vincenzo Paglia lo nomina membro corrispondente della Pontificia accademia per la vita con particolare mandato per il mondo delle intelligenze artificiali. Nel 2017, nel 2018, nel 2019, nel 2020 e nel 2021 partecipa a Codice: la vita è digitale, la trasmissione di Barbara Carfagna su Rai 1.
Il 27 dicembre 2018 viene selezionato dal Ministero dello sviluppo economico come membro del gruppo di trenta esperti che a livello nazionale elaboreranno la strategia nazionale sull’intelligenza artificiale e la strategia nazionale in materia di tecnologie basate su registri condivisi e blockchain.
Nel febbraio 2019 viene nominato Ministro Provinciale della Provincia religiosa di San Francesco d'Assisi del Terzo ordine Regolare di San Francesco dopo un'assemblea indetta ad Assisi per il Capitolo generale.
Il 4 novembre 2019 papa Francesco lo nomina Consigliere della Penitenzieria Apostolica (il più antico dicastero di Curia ed il primo dei tribunali della Curia Romana). L'11 novembre 2019 il Pontefice lo nomina Consultore del Pontificio consiglio della cultura il cui reggente è il Cardinale Gianfranco Ravasi e che ha lo scopo di "favorire le relazioni tra la Santa Sede ed il mondo della cultura, promuovendo in particolare il dialogo con le varie culture del nostro tempo, affinché la civiltà dell'uomo si apra sempre di più al Vangelo, e i cultori delle scienze, delle lettere e delle arti si sentano riconosciuti dalla Chiesa come persone a servizio del vero, del buono e del bello".
Il 12 febbraio 2021 è stato nominato dal Pontefice membro ordinario della Pontificia Accademia per la Vita mentre il 18 febbraio 2023 lo nomina Consultore del Dicastero per la Cultura e l’Educazione.
Alberto Barachini, sottosegretario alla Presidenza del Consiglio presso il Dipartimento per l'informazione e l'editoria, lo nomina il 20 ottobre 2023 in un Comitato, formato da esperti e professori universitari che ha come compiti analizzare a fondo l'utilizzo, lo sviluppo e le ricadute dell'intelligenza artificiale nel settore editoriale e dell'informazione.
Per aggiornare le strategie sull'utilizzo dell'intelligenza artificiale, il Sottosegretario alla Presidenza del Consiglio per l'innovazione tecnologica Alessio Butti lo ha inserito, con un decreto del 24 ottobre 2023, in un Comitato di Coordinamento per il supporto al Sottosegretario nell'aggiornamento delle strategie sull'utilizzo dell’intelligenza artificiale.
Il 26 ottobre 2023 il Segretario generale dell'ONU, Antonio Guterres, ha annunciato la nascita del New Artificial Intelligence Advisory Board composto da 39 esperti di varie parti del mondo, includendolo nel gruppo di esperti. Il compito del gruppo sarà quello di valutare i rischi, le opportunità e definire una governance internazionale dell'AI in vista del Summit sul futuro in programma per il 2024.
Il 5 gennaio 2024 è stato nominato presidente della Commissione sull'intelligenza artificiale per l'informazione del Dipartimento per l'informazione e l'editoria della Presidenza del Consiglio dei ministri (detta "Commissione algoritmi"), dopo le dimissioni di Giuliano Amato.
A partire dal 2024 è Distinguished Visiting Professor presso l’Università di Seattle nel College of Science and Engineering. Nell'ottobre 2024 diviene Adjunct Faculty presso la stessa università.  Il 3 dicembre 2024 gli viene conferito il Dottorato honoris causa in "Computer Science and Mathematics" dall'Università di Camerino.

## Controversie

### Posizioni su omosessualità e teoria gender
Benanti ha affermato in conferenze pubbliche che esiste realmente una teoria del gender, che Benanti deriva, come mostrano le sue pubblicazioni, dall’uso anglofono del lemma legato a Donna Haraway e dai suoi studi sul cyborg e sul postumano. A questo proposito, secondo il giornalista, Benanti avrebbe citato «quei fenomeni da baraccone che vediamo al Gay Pride» e ha specificato che «l'utilizzo del termine queer è lo stesso che a Roma facciamo di "finocchio" [...] Quando giocavo al campetto dai salesiani, bastava mettere in dubbio la mascolinità dell’avversario per far scattare una rissa. Ora questi lo prendono come un vanto».

## Opere
- L'uomo è un algoritmo? Il senso dell'umano e l'intelligenza artificiale, Castelvecchi, Roma, 2025
- Il crollo di Babele. Che fare dopo la fine del sogno di Internet?, San Paolo, 2024
- P. Benanti - S. Maffettone, Noi e la macchina. Un'etica per l'era digitale, LUISS University Press, Roma, 2024
- La Era Digital: Teoría del cambio de época: persona, familia y sociedad, Encuentro, Madrid 2024
- Human in the loop. Decisioni umane e intelligenze artificiali, Mondadori Università, Milano, 2022
- La grande invenzione. Il linguaggio come tecnologia, dalle pitture rupestri al GPT-3, San Paolo, Cinisello Balsamo, 2021
- Vedere l'alba dentro l'imbrunire. Scenari plausibili dopo il COVID-19, Castelvecchi, 2020
- Ricordare troppo. Eccessi di memoria da Borges alle neuroscienze, Marietti, 2020
- Digital Age. Teoria del cambio d'epoca. Persona, famiglia e società, San Paolo 2020
- Oráculos: entre ética e governança dos algoritmos, Editora Unisinos, 2020
- Se l’uomo non basta. Speranze e timori nell’uso della tecnologia contro il Covid-19, Castelvecchi, 2020.
- Homo Faber. The Techno-Human condition, EDB, 2018.
- Realtà sintetica. Dall'aspirina alla vita: come ricreare il mondo?, Castelvecchi, 2018.
- Le macchine sapienti, Marietti, 2018.
- Oracoli. Tra algoretica e algocrazia, Luca Sossela Editore, 2018.
- Postumano, troppo postumano. Neurotecnologie e human enhancement, Castelvecchi, 2017.
- L'hamburger di Frankenstein. La rivoluzione della carne sintetica, EDB, 2017.
- Ti esti? Prima lezione di bioetica, Cittadella, 2016.
- La condizione tecno-umana. Domande di senso nell’era della tecnologia, EDB, 2016.
- Amerai!, Cittadella, 2014.
- Massimo Reichlin – Paolo Benanti, Il doping della mente. Le sfide del potenziamento cognitivo farmacologico, Messaggero, 2014.
- The Cyborg: corpo e corporeità nell’epoca del postumano, Cittadella, 2012.
- Vivere il morire. Spunti per l’antropologia biomedica, Cittadella, 2009.